# Крістіна Єлизавета Шлезвіг-Гольштейн-Зондербурзька
Крістіна Єлизавета Шлезвіг-Гольштейн-Зондербурзька (дан. Christine Elisabeth af Slesvig-Holsten-Sønderborg, 23 червня 1638 — 7 червня 1679) — принцеса Шлезвігу та Гольштейну з династії Ольденбургів, донька герцога Шлезвіг-Гольштейн-Зондербургу Ганса Крістіана та принцеси Ольденбург-Дельменхорстської Анни, дружина герцога Саксен-Веймару Йоганна Ернста II.

## Біографія
Народилась 23 червня 1638 року у Зондербурзі. Була другою дитиною та другою донькою в родині герцога Шлезвіг-Гольштейн-Зондербургу Ганса Крістіана та його дружини Анни Ольденбург-Дельменхорстської. Мала старшу сестру Доротею Августу. Згодом сімейство поповнилося синами Крістіаном Адольфом і Йоганном Фрідріхом, який прожив лише дев'ять років.
Втратила батька у віці 15 років. Матір більше не одружувалася, ставши опікункою малолітнього сина, якому дісталося герцогство із великими боргами.
У 1656 році принцеса з матір'ю відвідали Альтенбург і Веймар, де познайомилися із принцом Саксен-Веймарським Йоганном Ернстом. Чудова врода, надзвичайно порядні манери та досконалі чесноти дівчини викликали у принца внутрішню та праведну прихильність.
У тому ж році 18-річна Крістіна Єлизавета стала дружиною 28-річного Йоганна Ернста. Вінчання пройшло 14 серпня у Веймарі. Наречений був відомий як пристрасний мисливець. У подружжя народилося п'ятеро дітей.
Із зростанням родини, у квітні 1662 року Йоганн Ернст уклав із батьком договір, згідно якого отримував амт Олдіслебен та форверк Мюнхена, а також Веймарський замок як постійне місце проживання. Втім, вже за місяць правлячий герцог пішов з життя, і чоловік Крістіни Єлизавети став володарем Саксен-Веймару, розділивши землі з молодшими братами. 
Герцогиня пішла з життя у 40-річному віці у Веймарі. Була похована у місцевій князівській крипті.

## Родина
Чоловік —  Йоганн Ернст II
Діти:

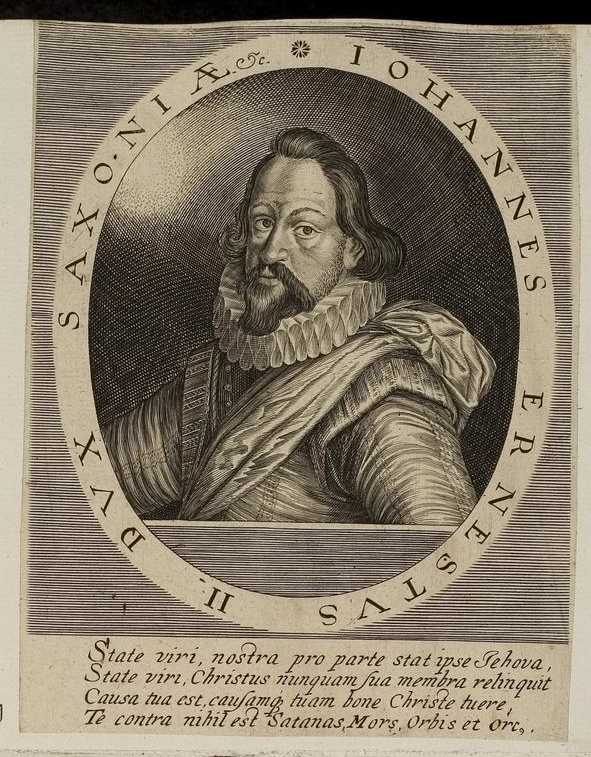
Йоганн Ернст на гравюрі

- Анна Доротея (1657—1704) — настоятелька Кведлінбурзького монастиря у 1684—1704 роках, одружена не була, дітей не мала;
- Вільгельміна Крістіна (1658—1712) — дружина графа та князя Шварцбург-Зондерсгаузену Крістіана Вільгельма, мала восьмеро дітей;
- Елеонора Софія (1660—1687) — дружина герцога Саксен-Мерзебург-Лаухштедту Філіпа, мала сина та доньку;
- Вільгельм Ернст (1662—1728) — герцог Саксен-Веймару у 1683—1728 роках, був одруженим із Шарлоттою Марією Саксен-Єнською, дітей не мав;
- Йоганн Ернст (1664—1707) — герцог Саксен-Веймару у 1683—1707 роках, був двічі одруженим, мав дев'ятеро дітей від обох шлюбів.